# Perinaldo
Perinaldo är en ort och kommun i provinsen Imperia i regionen Ligurien i Italien. Kommunen hade 849 invånare (2018).